# Asindeling
Asindeling is de verdeling van aangedreven en niet-aangedreven assen van een railvoertuig zoals een locomotief of treinstel. Voor deze verdeling bestaan verschillende notaties.

## UIC-notatie
De UIC-notatie geeft de verdeling van de aandrijving van een krachtvoertuig over de wielassen aan. Een combinatie van in een (draaistel)frame ondergebrachte aangedreven wielassen wordt aangegeven met een hoofdletter (A voor 1 aangedreven as, B voor 2 aangedreven assen etc.). Zijn deze assen afzonderlijk aangedreven, dan wordt de hoofdletter met een 'o' aangevuld. Niet-aangedreven wielassen (loopassen) worden aangegeven met een cijfer. Zijn de wielassen in een draaistel ondergebracht, dan wordt een apostrof toegevoegd. Met een + wordt aangeduid dat het krachtvoertuig uit meer dan 1 deel bestaat.

### Voorbeelden
- De stoomlocomotief van de serie NS 3700 had asindeling 2'C: twee loopassen in een draaistel en drie aangedreven assen.
- De tenderlocomotief-serie NS 6300 had asindeling 2'D2': aan beide uiteinden twee loopassen in een draaistel en daartussenin vier aangedreven assen.
- De gelede Garratt-stoomlocomotief 51 van de Limburgsche Tramweg-Maatschappij had asindeling C+C: twee onderling verbonden eenheden met elk drie aangedreven assen.
- Een NS 1800 heeft asindeling B'B'. De loc heeft twee tweeassige draaistellen, elk met 1 tractiemotor die beide wielassen aandrijft.
- Een NS 1000 had asindeling (1A)'Bo(A1)'. De loc had aan de koppen draaistellen met elk een loopas en een aangedreven as en twee in het locframe gelagerde aangedreven assen met onafhankelijke aandrijving.
- Een NS Plan V heeft asindeling 2'Bo' + Bo'2'. Het treinstel heeft dus vier tweeassige draaistellen. De buitenste twee zijn loopdraaistellen (dat wil zeggen niet aangedreven), de binnenste twee motordraaistellen met afzonderlijk aangedreven assen.
- Een NMBS klassiek motorstel heeft asindeling (A1)'(1A)' + (A1)'(1A)'. Het treinstel is samengesteld uit 2 rijtuigen, met elk 2 draaistellen. Elk draaistel is voorzien van een motor die telkens de buitenste as aandrijft.
- De NMBS MS08 Desiro heeft een asindeling Bo'Bo' + 2'2' + Bo'Bo'. Het treinstel is samengesteld uit 3 rijtuigen, met elk 2 draaistellen met elk 2 assen. De rijtuigen waarin zich de stuurstand bevindt, zijn voorzien met twee motordraaistellen waar de motor beide assen aandrijft met onafhankelijke aandrijving. Het tussenrijtuig is voorzien van twee loopdraaistellen waar beide assen niet aangedreven zijn.
- De NMBS HLD 52, HLD 53 en HLD 54 heeft een asindeling Co'Co'. Het krachtvoertuig heeft twee draaistellen met elk drie assen. Alle assen zijn aangedreven assen met onafhankelijke aandrijving.

## Whyte-notatie

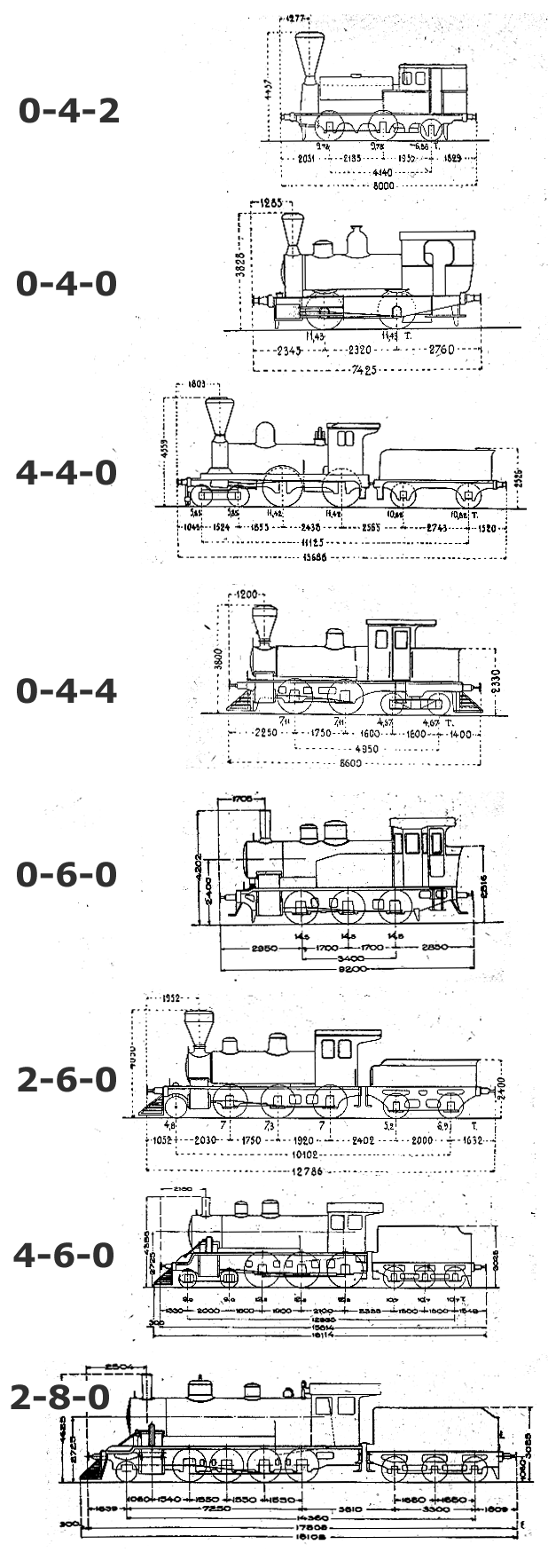
Voorbeelden van locomotieven met indeling in Whyte-notatie

De Whyte-notatie voor stoomlocomotieven wordt voornamelijk in Angelsaksische landen gebruikt. Hierbij wordt in minimaal drie groepen het aantal aangedreven wielen en niet-aangedreven wielen vermeld, waarbij de middelste groep de aangedreven wielen bevat. Een NS 3700 (volgens UIC-notatie 2'C) wordt hierbij aangegeven als 4-6-0.  

## Zwitserse notatie
Bij de Zwitserse notatie wordt het aantal aangedreven assen en het totale aantal assen aangegeven. Zo is bijvoorbeeld de GTW 2/6 een treinstel met zes assen, waarvan er twee aangedreven worden; welke dat zijn kan uit de notatie niet afgeleid worden.